# Madinat al-Hareer
Madinat al-Hareer (Arabisch: مدينة الحرير; "Stad van de Zijde") is een in 2005 aangekondigde stad in Koeweit. De stad moet op ongeveer 30 kilometer ten noorden van Koeweit-stad komen te liggen aan de noordelijke oever van de Bocht van Koeweit, in een gebied dat wordt aangeduid als Subiya. Madinat al-Hareer moet een oppervlakte krijgen van 250 km² en 700.000 mensen huisvesten. Andere zaken die er zouden moeten verrijzen zijn de megawolkenkrabber Burj Mubarak al-Kabir (1001 meter), een woestijnreservaat van 2 km², een vrijhandelszone, een luchthaven, een groot zakencentrum, conferentiezalen, natuurgebieden, sportcomplexen en gebieden die zich centreren rond media, gezondheidszorg, onderwijs en industrie. Daarnaast zijn er vele toeristische attracties, hotels, kuuroorden en parken gepland. Bij de toekomstige stad is ook een grote haven gepland op het grootste eiland van Koeweit, Bubiyan. Deze haven zou zich vooral moeten richten op de landen van het Midden-Oosten en Centraal-Azië.
De bouw is opgedeeld in verschillende fasen, die een totaaltermijn van 25 jaar omlopen en in totaal een geschatte 25 miljard Koeweitse dinar moet gaan kosten (bijna 100 miljard dollar).
De aanleg van de stad is goedgekeurd door de Koeweitse overheid en de eerste bruggen, snelwegen en andere infrastructuur is reeds aangelegd. De stad zal in de toekomst een 23,5-kilometer lange brugverbinding krijgen met Koeweit-stad. De voltooiing staat gepland voor 2030.

## Burj Mubarak al-Kabir
Burj Mubarak al-Kabir, een toren van 1001 meter hoog, het meest opvallende onderdeel van het project en is mogelijk opgenomen in reactie op de bouw van de Burj Khalifa (828 meter). De toren is ontworpen door de Londens-Amerikaanse architect Eric Kuhne en zal bij de eventuele bouw een groot aantal problemen moeten overwinnen, zoals bijvoorbeeld de gevoeligheid voor hoge winden, hetgeen zou kunnen worden opgevangen door de inbouw van een tuned mass damper (contragewicht). Zie verder Lijst van hoogste gebouwen ter wereld